# (260886) Henritudor
(260886) Henritudor est un astéroïde de la ceinture principale.

## Description
(260886) Henritudor est un astéroïde de la ceinture principale. Il fut découvert le 31 août 2005 à l'observatoire des Côtes de Meuse par Matthew Dawson. Il présente une orbite caractérisée par un demi-grand axe de 3,14 UA, une excentricité de 0,17 et une inclinaison de 26,0° par rapport à l'écliptique.
Il fut nommé en l'honneur d'Henri Owen Tudor (1859-1928), ingénieur et inventeur luxembourgeois.

## Compléments